# Valeska Stock
Valeska Stock (* 17. Mai 1887 in Breslau; † 7. Januar 1966 in Berlin) war eine deutsche Schauspielerin.

## Leben
Die Tochter eines Maurermeisters begann nach einer Tanzausbildung 1902 als Balletttänzerin am Stadttheater von Breslau. Dort blieb sie bis 1908, dann arbeitete sie 1910 als Schauspielerin in Mainz und Jena. Später war sie erneut in Breslau tätig, und 1920 erhielt sie ein Engagement am Kleinen Theater in Berlin.
Ab 1925 wirkte Valeska Stock in über 40 Spielfilmen mit, kam allerdings nie über Chargenrollen hinaus. Meist spielte sie derbe, einfältige Nachbarinnen und Klatschbasen. Zuletzt war sie im DEFA-Film Rotation von 1948 zu sehen. 

## Filmografie
- 1922: Der bekannte Unbekannte
- 1925: Vorderhaus und Hinterhaus
- 1925: Halbseide
- 1926: Die Mühle von Sanssouci
- 1926: Fiaker Nr. 13
- 1926: Der Prinz und die Tänzerin
- 1926: Der Hauptmann von Köpenick
- 1926: Der Sieg der Jugend
- 1927: Arme kleine Colombine
- 1927: Gustav Mond … Du gehst so stille
- 1927: Männer vor der Ehe
- 1927: Die Weber
- 1927: Der Kampf des Donald Westhof
- 1928: Mädchenschicksale
- 1928: Der Raub der Sabinerinnen
- 1929: Fräulein Fähnrich
- 1930: Der Schuß im Tonfilmatelier
- 1930: Dolly macht Karriere
- 1930: Die lustigen Musikanten
- 1931: Sein Scheidungsgrund
- 1931: Die Koffer des Herrn O. F.
- 1934: Die Liebe siegt
- 1934: Der Dämon des Himalaya
- 1935: Künstlerliebe
- 1936: Das Schloß in Flandern
- 1937: Der Maulkorb
- 1938: Fünf Millionen suchen einen Erben
- 1938: Schwarzfahrt ins Glück
- 1939: Notgemeinschaft Hinterhaus
- 1939: Die Sache mit dem Hermelin
- 1939: Ich verweigere die Aussage
- 1942: Fritze Bollmann wollte angeln
- 1948: Rotation